# Lynn Lacasse
Lynn Lacasse (1963) è un'ex sciatrice alpina canadese.

## Biografia
Sciatrice polivalente, Lynn Lacasse entrò nella nazionale canadese sedicenne, nel 1979, e gareggiò in Coppa del Mondo e in Coppa Europa, senza ottenere risultati di rilievo; vinse il titolo canadese nello slalom gigante nel 1980 e nel 1982, nello slalom speciale nel 1982 e nel supergigante nel 1983. Non prese parte a rassegne olimpiche né ottenne piazzamenti ai Campionati mondiali.

## Palmarès

### Campionati canadesi
- 4 medaglie (dati parziali):
  - 4 ori (slalom gigante nel 1980; slalom gigante, slalom speciale nel 1982; supergigante nel 1983)[senza fonte][2]